# Adam McKay
Adam McKay (født 1968 i Philadelphia, Pennsylvania) er en amerikansk Emmy-nomineret filminstruktør og manuskriptforfatter. Kendt som manden bag succesfulde komediefilm som Talladega Nights: The Ballad of Ricky Bobby og Step Brothers i tæt samarbejde med skuespilleren og komikeren Will Ferrell.

## Filmografi
- Anchorman: The Legend of Ron Burgundy, 2004
- Talladega Nights: The Ballad of Ricky Bobby, 2006
- Step Brothers, 2008